# 朴勝薫
朴 勝薫（パク・スンフン、朴勝薰、박승훈）は大日本帝国陸軍および大韓民国陸軍の軍人。創氏改名時の日本名は新川勝薫。

## 経歴
1888年9月、京畿道水原に生まれる。1909年9月、韓国武官学校在学中に陸軍中央幼年学校予科3年に編入。1912年5月に幼年学校卒業後、士官候補生として第2師団歩兵第4連隊に6か月間服務。同年12月、陸軍士官学校入学。
1914年5月、陸軍士官学校第26期卒業。歩兵第4連隊に配属。同年12月25日、少尉任官。1915年11月、大正大礼記念章を受章。1918年7月29日、歩兵中尉。1925年3月18日、歩兵大尉。同年、歩兵第80連隊に配属。1927年6月24日、歩兵第80連隊中隊長。1929年12月10日、歩兵第80連隊附。1934年3月5日、歩兵少佐。
1935年、少佐で予備役編入。同年10月、満州国軍中校に任命され、密山国境監視隊に配属。1935年9月、平陽鎮国境監視隊隊長（初代）。1937年5月、勲五位柱国章を受章。第2次世界大戦終戦時は満州国軍上校。
1947年、国防警備隊に入隊して中領に特別任官（軍番15118番）。1948年10月、第14連隊長。隷下の第1大隊を済州島に派遣するため出港準備中に麗水・順天事件が勃発。反乱鎮圧の責任を問われ解任。1949年9月に復帰して予備局長。同年12月、青年防衛幹部訓練学校校長。
1950年、陸軍本部民事部長。同年10月16日、黄海道地区戒厳民事部長。同年12月18日、済州地区兵事区司令官。1951年2月25日、済州兵事区済州管区衛戍管区代行官。1951年5月15日、全羅北道兵事区司令官。1952年4月15日、国防部第4（兵務）局長。同年5月、陸軍准将。同年9月、在郷軍人会会長。1953年、憲兵司令部副司令官。1956年、予備役編入。
2008年4月29日に民族問題研究所と親日人名辞典編纂委員会が発表した親日人名辞典収録対象者軍部門に記載。

## 参考
- 佐々木春隆『朝鮮戦争/韓国篇 上巻 建軍と戦争の勃発前まで』原書房、1976年。
- 兵務廳 (1986). 兵務行政史 上巻. 兵務廳
- 친일인명사전편찬위원회 編 (2009). 친일인명사전 2. 친일문제연구총서 인명편. 민족문제연구소. ISBN 978-89-93741-04-9
- 양영조 (2003). “한국전쟁기 해외 군사경력자들의 재편과정과 정치화”. 한국근현대사연구 (한국근현대사학회) 26:  187-208.
- “朴勝薫” (韓国語).   国立大田顕忠院. 2016年1月2日閲覧。

| 軍職        | 軍職                                                              | 軍職        |
| ----------- | ----------------------------------------------------------------- | ----------- |
| 先代 -      | 大韓民国陸軍済州道地区兵事区司令官 初代：1950.12.18 - 1951.5.21   | 次代 李大永 |
| 先代 延日守 | 大韓民国陸軍全羅北道地区兵事区司令官 第3代：1951.5.15 - 1952.4.15 | 次代 朴始昌 |
| 公職        |                                                                   |             |
| 先代 白洪錫 | 大韓民国国防部第4局長 第2代：1952.4.15 - 1953.7.31                | 次代 張興   |
| 先代 白洪錫 | 大韓民国在郷軍人会会長 第2代：1952.9.10 - 1953.7.24               | 次代 申泰英 |